# Reinhild Runkel
Reinhild Runkel (* 25. Dezember 1943 in Volkach) ist eine deutsche Konzert-, Oratorien- und Opernsängerin (Mezzosopran).

## Leben
Reinhild Runkel wurde am 25. Dezember 1943 in der Stadt Volkach geboren, die damals Teil des Landkreises Gerolzhofen in Bayern war. Über die schulische Ausbildung der späteren Opernsängerin ist nichts bekannt. Runkel belegte am Bergischen Konservatorium in Wuppertal das Fach Gesang. Anschließend studierte sie bis 1973 an der Musikhochschule Köln. Zwischen 1973 und 1975 folgten wechselnde Anstellungen als Konzert- und Oratoriensängerin. Im Jahr 1974 später wurde sie Preisträgerin beim Gesangswettbewerb im niederländischen ’s-Hertogenbosch. Runkel entschied sich daraufhin für eine Bühnenlaufbahn und wurde zwischen 1975 und 1982 am Nürnberger Opernhaus als Mezzosopranistin engagiert.
Nach dieser mehrere Jahre andauernden Zusammenarbeit folgte eine ausgedehnte Gastspieltätigkeit, die Runkel an verschiedenen internationalen Bühnen ausübte. So gastierte sie am Teatro San Carlos in Lissabon (1981, 1982, 1985), am Teatro Municipale Reggio Emilia (1983), an der Grand Opéra Paris (1985), an der Oper von San Francisco (1985) und in Santiago de Chile (1986). 1987 gab sie auch Gastspiele am Teatro Comunale Bologna (Fricka im Nibelungenring) und an der Stuttgarter Staatsoper, 1988 am Opernhaus von Köln und am Teatro Regio Turin. Zwischen 1987 und 1988 gastierte sie an der Wiener Staatsoper und am Opernhaus Zürich. Im Jahr 1991 gab sie ein Gastspiel am Staatstheater Hannover, 1992 folgte ein neuerliches Engagement bei der Staatsoper Stuttgart. Letztmals ist Reinhild Runkel als Sängerin im Jahr 2007 an der Oper von Bilbao als Klytämnestra in Richard Strauss’ Stück „Elektra“ nachweisbar.
Runkel war auf die Rolle als Amme abonniert, deren Partie zu ihren größten Kreationen gerechnet wurde. Neben einem Gastspiel in Dresden gab sie die Amme in Stuttgart und Zürich, beim Holland Festival (1990), an der Staatsoper Wien (1992), am Grand Théâtre de Genève (1991–92) und 1996 in Turin. Daneben wirkte Runkel als Interpretin von Partien in weiteren Strauss-Werken. So gab sie die Herodias in „Salome“ und 1990 in Salzburg die Klytämnestra in „Elektra“. Außerdem konzentrierte sie sich auf Rollen in Werken von Richard Wagner. Runkel trat als Brangäne im „Tristan“, als Magdalene in den „Meistersingern“ und als Erda, Waltraute und Fricka im Ring-Zyklus auf. Außerdem sind von ihr Partien in Arnold Schönbergs „Moses und Aron“ nachgewiesen. Sie gab die Jocasta in „Oedipus Rex“ von Igor Strawinsky und die Begbick in „Aufstieg und Fall der Stadt Mahagonny“ von Kurt Weill. Runkel lebt seit 2010 in Travemünde. Im Jahr 1993 gewann sie einen Grammy Award.

## Schallplatten
- Amme in „Die Frau ohne Schatten“. Decca 1993. (Gewinn eines Grammy 1993 in der Kategorie Beste Opernaufnahme)
- Kartenaufschlägerin in „Arabella“. Decca o. J.
- „Das Wunder der Heliane“. Decca o. J.
- Alt-Solo in der 9. Sinfonie von Beethoven. Decca o. J.
- „Die Walküre“. Deutsche Grammophon o. J.